# Iglesia de Nuestra Señora de la Esperanza (Nueva York)
La iglesia de Nuestra Señora de la Esperanza (en inglés, Our Lady of Esperanza Church) es una iglesia parroquial católica en la Arquidiócesis católica de Nueva York, ubicada en 624 West 156th Street entre Broadway y Riverside Drive en el vecindario Washington Heights del Alto Manhattan en la ciudad de Nueva York (Estados Unidos).

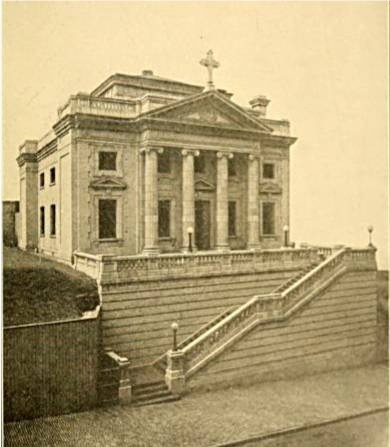
Fachada de la calle 156 c. 1921, que muestra el diseño original de Charles P. Huntington con la entrada de la escalera

La iglesia es parte de Audubon Terrace, que fue designado distrito histórico por la Comisión de Preservación de Monumentos Históricos de la ciudad de Nueva York el 9 de enero de 1979, pero está separada desde el punto de vista organizativo del complejo del museo. 

## Historia
La parroquia fue fundada por Manuela de Laverrerie de Barril, esposa del Cónsul General de España en Nueva York. Archer Milton Huntington, el heredero del ferrocarril y fundador de la Sociedad Hispánica de América, fue reclutado para la causa y financió el proyecto de la segunda iglesia católica de habla hispana en Nueva York. El edificio de la iglesia se inició en 1909 según los diseños del primo de Archer, Charles P. Huntington. El edificio fue ampliado y ampliado en 1924 por Lawrence G. White, hijo de Stanford White, incluyendo una adición en la calle 156. Anteriormente, la entrada a la iglesia, que se encontraba en una colina, era a través de una escalera exterior de ladrillo con balaustradas de terracota, pero la adición de White permitió una entrada al nivel de la calle, con la subida a la iglesia a través de una escalera interior.
El primer pastor fue Adrian Buisson, ex pastor de la Iglesia de Nuestra Señora de Guadalupe en 229 West 14th Street. Fue nombrado en 1912. Tras su jubilación en 1952, Francis Soutberg "fue nombrado párroco hasta 1955 cuando el padre Bernard Guillett asumió el cargo. Actualmente Peter O'Donnell es pastor.” 